# Peloponnesia glaphyrella
Peloponnesia glaphyrella är en fjärilsart som beskrevs av Hans Rebel 1906. Peloponnesia glaphyrella ingår i släktet Peloponnesia och familjen säckspinnare. Inga underarter finns listade i Catalogue of Life.